# Zsuráfszky Zoltán
Zsuráfszky Zoltán (Szikszó, 1956. szeptember 30. –) a Nemzet Művésze címmel kitüntetett Kossuth-díjas magyar táncművész, koreográfus, a Halhatatlanok Társulatának örökös tagja.

## Életpályája
Zsuráfszky Zoltán a Borsod-Abaúj-Zemplén vármegyei Szikszón született 1956. szeptember 30-án Zsuráfszky Zoltán és Réti Erzsébet gyermekeként.
1971–1975 között az Állami Balettintézet diákja volt. 1981–1985 között a Eszterházy Károly Főiskola (Eger) pedagógia–népművelés szakának hallgatója volt.
1973 óta néprajzi gyűjtésekben vesz részt Erdélyben, Lengyelországban, Magyarországon. 1975–1983 között a Magyar Állami Népi Együttes táncosa, majd tánckarvezetője volt. 1980–1990 között a JATE Néptáncegyüttesének művészeti vezetője volt. 1981–1991 között a gyöngyösi Vidróczki Együttes művészeti vezetője volt. 1984–1991 között a Kodály Kamara Táncegyüttes koreográfusa és művészeti vezetője volt. 1987-ben Egy mondat… című önálló estet mutatott be. 1991–1993 között a Budapest Táncegyüttes művészeti vezetője, 1993–2001 között pedig ügyvezető igazgatója volt. 2001 óta a Honvéd Együttes Budapest Táncegyüttesének művészeti igazgatója. 2014-től a Honvéd Együttes és a Magyar Nemzeti Táncegyüttes (volt Honvéd Táncszínház) művészeti vezetője. 2018. január 1-től a Honvéd Együttes ügyvezető igazgatója.

## Magánélete
1986-ban házasságot kötött Zs. Vincze Zsuzsával. Négy gyermekük van: Zoltán (1984), Lilla (1989), Márton (1998), Fekete Zsuzsanna (1982).

## Színházi munkái
- Árpád népe
- Ballada
- Ballare – Arany János balladák
- Bankett
- Bánk bán
- Bartók+Kodály
- Bartókozmosz
- Benyovszky
- Betyárvilág
- Boldog emberek
- Boldogasszony vendégség
- Bonchida háromszor
- Cigány kurázsi
- Csárdás! – A kelet tangója
- Csipkerózsika
- Diótörő
- Dózsa
- Dracula
- Drakula utolsó tánca
- Egri csillagok
- Fekete gyöngyök
- Háry János
- Hullámzó világ
- A hős és a csokoládékatona
- István, a király
- Kalotaszeg
- Kiegyezés
- Koldusopera
- Magyar Carmen
- Magyar hősök, csaták és szerelmek
- Makrokozmosz
- Mátyás, a világ királya
- Mezőség
- Nem élhetek muzsikaszó nélkül
- Sárkánymese
- Spirit of Hungary
- Szék
- Táncoló Tavasz
- A Tenkes kapitánya
- Téli Tánc
- Tündérmese
- Dózsa
- Lehár Ferenc: Cigányszerelem
- A hűtlen feleség
- Szabadság, szerelem – Petőfi a vitéz

## Filmjei
- Szatmári bál (2004)
- Egy mondat a szerelemről (2006)
- Benyovszky (2008)
- A halálba táncoltatott leány (2011)

## Kötetei
- Váradi Levente–Zsuráfszky Zoltán: Gyimestől Chicagóig. A Magyar Nemzeti Táncegyüttes útinaplója; Honvéd Együttes Művészeti Nonprofit Kft., Bp., 2018

## Díjai
- A Népművészet Ifjú Mestere (1977)
- Az Év Táncosa (1985)
- KISZ-díj (1987)
- SZOT-díj (1989)
- Magyar Művészetért díj (1989)
- Harangozó Gyula-díj (1993)
- Érdemes művész (2002)
- Az Év Koreográfusa díj (2005)
- A Magyar Köztársasági Érdemrend lovagkeresztje (2006)
- Kiváló művész (2010)
- Kossuth-díj (2013)
- Címzetes főiskolai tanár – Magyar Táncművészeti Főiskola (2015)
- "Szikszó Városért" Pro Urbe díj (2015)
- Örökös tag a Halhatatlanok Társulatában (2021)
- A Nemzet Művésze (2022)